# Ховърборд
Ховърборд (на английски: Hoverboard) е летящ скейтборд, показан в два от трите филма от научнофантастичната трилогия „Завръщане в бъдещето“. В кадрите от филма този въображаем скейтборд от бъдещето левитира на няколко сантиметра над земята и се задвижва като нормален скейтборд чрез оттласкане с крак. Когато застане над вода, лед или друга хлъзгава повърхност и спре той не може да бъде засилен отново и остава на място. Според сюжета на филма това е много популярно приспособление, произвеждано от Мател и продавано в няколко различни варианта, включително такъв със собствено реактивно задвижване, който може да се движи над всякакъв терен. При заснемането на филмите актьорите висят от подвижна платформа, закачени с въжета и дъските са фиксирани за краката им. При постпродукцията въжетата са заличени от кадрите.

## Ховърборд в медиите

### Филми и телевизия
- Трилогията „Завръщане в бъдещето“: Марти Макфлай (Майкъл Джей Фокс) се придвижва чрез ховърборд в „Завръщане в бъдещето част 2“ (1989), за да се измъкне от преследвачите му. Действието във филма се развива през 2015 г.
- Doom Runners (1997): Филм направен от Nickelodeon включва ховърборд с платна.
- „Спортът на бъдещето“ (1998): Състезателите в този филм използват ховърбордове.
- Kyle XY (2006): В трети сезон Кайл построява ховърборд за да спечели 50 000 долара в състезание и да плати болничната сметка на Никол.

### Игри
- Airblade е игра обвързана изцяло с използването на ховърборд технологията.
- Air Boarder 64 е игра позволяващи изпълнението на всякакви трикове и каскади.
- През годините са излезли множество Back to the Future игри които са свързани със сюжета на филма.
- EyeToy:Antigrav е игра за Playstation 2 която ти позволява да управляваш герой върху ховърборд в 5 различни нива.
- Във Final Fantasy VIII ховърбордите се появяват на няколко пъти.
- Kirby’s Air Ride е игра за Nintendo GameCube в която героят Кърби кара ховърборд.
- Mega Man 2: В тази игра Megaman може да спечели ховърборд след като победи Air Man.
- В Psybadek ховърбордите се наричат ховърдекове
- ReBoot е игра за Playstation 1, в която управляваш героя Боб на ховърборд, наречен зипборд, докато стреляш по роботи и избягваш техните атаки.
- Поредицата Sonic Riders е базирана на ховърборди наречени екстремно оборудване и други левитиращи превозни средства.
- В Teenage Mutant Ninja Turtles 2: Battle Nexus костенурките се возят на ховърборди по време на подземните нива, избягвайки препятствия и събирайки монети.
- Subway Surfers е игра, за операционната система Андроид, станала известна в последните години. В нея героят управлява ховърборда си на релсите на метрото, избягвайки препятсвия и събирайки монети, бягайки от полицай.

### Анимации
- Ben 10 – В епизод на Ben 10, Тетракс, извънземен ловец на глави, вижда в Бен потенциялен герой и му подарява ховърборда си.
- Butt-Ugly Martians – Анимационен филм в който 3 извънземни летят на ховърбоди докато защитават земята от извънземно нападение.
- Code Lyoko – В този френски сериен анимационен филм, превозното средство на Од Делла Робия(Odd Della Robbia) е ховърборд наречен Овърборд(Overboard).
- Eureka Seven – Рентън и много от другите герои използват левитиращ сърфборд, който използва феномен наречен „трапар“(trapar), като средство за придвижване.
- Flash Gordon (1996) – анимационен сериен филм включващ множество герои управляващи ховърборд. Много от играчките направени по тази анимация са имали ховърборд като аксесоар.
- Sonic Underground – Маник използва червено-жълт ховърборд като основно средство за придвижване.
- The Jetsons – в тази анимация от 1962 ховърбордовете често са използвани.
- Teenage Mutant Ninja Turtles – Приятелите на костенурките от друго измерение карат ховърборди. В епизоди излъчени през 2003 Рафаел също кара ховърборд.
- Transformers: The movie (1986) – Даниел кара ховърборд след което се ударя в камък и бива заловена от Хот Род. Анимацията излиза 3 години преди втора част на „Завръщане в бъдещето“.
- Wreck-It Ralph – Сержант Калхаун използва ховърборд.

### Книги
- The Uglies Series от Скот Уестерфиелд – ховърбордовете са представени като форма на придвижване.
- The Time Warp Trio от Jon Scieszka – В книгата 2095 от тази поредица протагонистите карат ховър дискове.

## Реализации
Има множество опити за създаване на устрйства като показаното във филма с различен успех. повечето разчитат тяга създадена от въздушна струя за да полетят. Последните разработки в областта се приближават много до идеята и възможностите на ховърборда от филма като използват магнитна левитация.
През 1950 г. Хилър Еъркрафт произвежда „Летяща Платформа Архив на оригинала от 2010-06-11 в Wayback Machine.“, която наподобява модерната концепция за ховърборд.
През 2001 г. се появяват слухове, че новото изобретение на изобретателя Дийн Кеймън, с кодово име Ginger, е транспортно устройство, наподобяващо ховърборд. Впоследствие се оказва, че Ginger всъщност е Сегуей – самобалансиращо се двуколесно електрическо транспортно устройство.
През 2004 г. в „Ловци на митове“ Джейми Хайнеман заедно със своя екип създават ховърборд, като го наричат Hyneman Hoverboard. Устройството представлява духалки за листа, прикрепени за сърф.
През 2005 Джейсън Брадбъри създава ховърборд за The Gadget Show, използвайки дървена дъска, повдигана от духалка за листа. Оригиналният дизайн не можел да се издигне или управлява. През 2009 е направена втора версия, която се издига и завива с помощта на малък двигател и ползва две по-мощни духалки.
През 2011 френският художник Нилс Гуаданин създава носеща се повърхност, използвайки магнитно отблъскване, но проектът не може да носи товар. В допълнение към електромагнитната система за летене, повърхността разполага и с лазерна система за подобряване на стабилизацията.
През октомври 2011 Университет Париж Дидро (на френски: Université Paris Diderot) във Франция представи „Магически сърф“, суперпроводящо устройство, левитиращо на 3 сантиметра над две магнтни релси, способно да носи 100 килограма.
През март 2014, компания на име HUVr излиза с твърдение, че е разработила технология за ховърбордове и качва видео рекламен клип на продукта в YouTube. В рекламата участват Кристофър Лойд, Тони Хоук, Моби, Терел Оуенс и други. Те карат ховърбордове на паркинг в Лос Анджелис. Грешки в специалните ефекти на клипа, като например не напълно премахване на въжета, изобличават клипа като измама или шега. Уебсайтът Funny or Die по-късно публикува видео с участието на Кристофър Лойд, който се „извинява“ за измамата.
Ховърборд (ховърборд-скутер) е самобалансираща се дъска с две колела. Това е нещо като малък сегуей (segway) без дръжка. Те се задвижват с помощта на електромотори. Състоят се от две колела свързани с платформа. Контролира се само от движенията на човека, който го кара. Те се улавят с жироскопи-датчици. Прототипът е направен в Китай, но самото устройство става популярно в САЩ след 2015 година.

SLIDE е съвместна разработка на Лексус и екип от учени и инженери на ховърборд. Това е най-близкото до показаното във филма като концепция и възможности персонално летящо устройство. При него се използват свойствата на свръхпроводимостта и по-специално ефекта на Майснер при, който материал в състояние на свръхпроводимост поставен в магнитно поле не го пропуска през себе си и го деформира. Проектът е част от рекламна кампания и за заснемането на клиповете се създава изцяло нова скейтборд площадка в град Cubelles, Испания, която включва и малка водна площ. Конструкцията е дървена с вградени трасета от постоянни магнити. Създаването на прототип, способен да носи човек е отнело 190 дни на екипа. В ховърборда са поставени свръхпроводящи панели и той се движи върху специално направено трасе от 
 силни постоянни магнити със северни полюси от двете страни и южни в средата. Чрез това оформяне на магнитното поле се осигурява стабилно позициониране на борда над своеобразната релса и се ограничава движението му само в надлъжна посока. Горната част на дъската е изработена от бамбук а основното тяло е конструкция от въглеродни нишки. В долната част на корпуса са разположени двата блока от свръхпроводящ материал (YBa2Cu307). Те са потопени в течен азот, за да бъдат охладени до -197 °C и да преминат в състояние на свръхпроводимост. Резервоарът има вместимост от 1420 мл втечнен азот, достатъчен да поддържа необходимата температура около 20 минути. Максималното време на левитация, достигнато при тестовете от скейтбордистът Ross McGouran е 30 минути. Ховърбордът е дълъг 925 милиметра, тежи 11.5 кг и според създателите му има подемна сила около 200 кг. В състояние на левитация и без тежест върху себе си стои на около 4 см над магнитната релса, но често когато се кара пропада под масата на бордиста и ускоренията и се допира до повърхността. Въпреки обнадеждаващия прогрес в разработката му, някои характеристики като нуждата от специална и скъпа инфраструктура и често допълване с охлаждащ агент ограничават приложимостта му като средство за транспорт и забавление. От Лексус обявиха, че устройството е направено само с рекламна цел и нямат намерение да го произвеждат и продават.
Хендо (Hendo)  е левитираща дъска създадена от Грегъри Хендерсън с цел популяризиране на компанията му и концепцията за магнитна левитация на сгради и съоръжения MFA. Ховърборда лети чрез магнитна левитация и се движи над повърхност от електропроводящ и немагнитен метал като мед или алуминий. В основата на механизма стоят няколко диска с множество вградени в тях постоянни магнити. Те се задвижват от електромотори и при въртенето си създават променливо магнитно поле, което от своя страна индуцира срещуположно поле в проводящата основа. Взаимодействието на двете полета поражда достатъчна сила за левитиране на дъската. Според екипа на ArxPax (компанията създала Хендо) той може да носи до около 140 кг. Управлението се осъществява посредством промяна и балансиране на генерираното поле в четирите диска чрез прецизен контрол върху скоростта и посоката на въртене на всеки от тях. В периода на разработката на ховърборда са изпробвани множество конфигурации на различен брой дискове и разположението им докато се достигне до завършения вариант с 4 диска. Той е показан през 2014 година и за осъществяването си проекта набира над 510000$ чрез платформата за стартиращи компании Kickstarter като 11 души платили по 10 000$ ще се сдобият с борда в края на 2015 година. Както всички подобни левитиращи устройства разчитащи на силата на магнитни полета, така и Хендо се нуждае от специално изградена повърхност над която да се движи, което силно ограничава възможните приложения.
ArcaBoard  Поддържа се от 36 мощни електрически канални вентилатора и има вграден стабилизиращ модул. Лети според теглото от 3 до 6 минути.

## Рекордите
През май 2015 г. канадецът с румънски произход Александър Дюру постави рекорд, зачетен от „световните рекорди на Гинес“.
Рекордът е за най-дълъг полет с ховърборд, като изминатата дистанция е 275.9 метра със средна височина на полета 5 метра над езерото Ouareau. Проектът е бил само идея в продължение на 5 години. За създаването са били необходими около 12 месеца. Прототипът представлява рамка от карбонови нишки, за която са прикрепени електромотори. Енергията за задвижване на витлата идва от 12 литиево-полимерни батерии. Самото движение на ховъра се контролира само и единствено с движенията на краката на „пилота“, а ускорението се управлява от джойстик с датчици за натиск. Буквално от стискането на този контролер зависи колко точно напрежение да се подаде към моторите. За разлика от филмите, реалният ховърборд може да лети до големи височини. Максималната му мощност е около 40 конски сили, но за жалост тя може да се използва само за много кратък полет.
По думите на създателя ѝ, тази машина е „Първият реален ховърборд“. Идеята му е била да предложи на света нещо, което може да ни доближи най-много до научнофантастичните филми.
Вече има хора от частния сектор, чиито пари отиват за развитието на този проект. Прототипът за комерсиална употреба ще е защитен, като с него най-голямата височина, до която може да се достигне ще е около 2 метра. Името с което този продукт ще се предлага е заложено като omni board. Определя се като „дрон превозващ хора“, защото самата му конструкция повече наподобява дрон отколкото ховърборд.